# Ilbesheim bei Landau in der Pfalz
Ilbesheim bei Landau in der Pfalz è un comune di 1.228 abitanti della Renania-Palatinato, in Germania.
Appartiene al circondario (Landkreis) della Weinstraße Meridionale (targa SÜW) ed è parte della comunità amministrativa (Verbandsgemeinde) di Landau-Land.